# Dylan Bruce
Dylan Bruce (Vancouver, 21 aprile 1980) è un attore canadese.

## Biografia
Nato a Vancouver, Canada, è cresciuto a Seattle nello Stato di Washington, laureandosi in economia e commercio presso l'università del Washington. Dopo la laurea inizia la carriera di modello attraverso l'agenzia Seattle Models Guild.
Debutta come attore nel 2005 ottenendo il ruolo dell'agente Martin Kail in 24: Conspiracy, spin-off creata per dispositivi mobili della serie televisiva 24. Successivamente ottiene altre apparizioni televisive in Passions, Joey, I Soprano, Las Vegas e CSI: NY.
Nel 2007 entra nel cast della soap opera della CBS Così gira il mondo, dove fino al 2008 ha interpretato il ruolo del dr. Chris Hughes. Bruce è stato l'ottavo attore ad interpretare il ruolo, subentrando a Bailey Chase. Nel 2010 ottiene il suo primo ruolo cinematografico in Unstoppable - Fuori controllo, con Denzel Washington e Chris Pine.
Dopo aver recitato nella web serie The Bay, Bruce interpreta il ruolo di Bart Winslow nei film per la televisione Flowers in the Attic e il sequel Petals on the Wind, tratti dai romanzi di V. C. Andrews Fiori senza sole e Petali di tenebra.
Dal 2013 al 2015 ha interpretato il ruolo di Paul Dierden nella serie televisiva Orphan Black, inoltre è apparso in Arrow nei panni di Adam Donner.

## Filmografia

### Cinema
- Unstoppable - Fuori controllo (Unstoppable), regia di Tony Scott (2010)
- First Round Down, regia di Brett M. Butler e Jason G. Butler (2016)

### Televisione
- Passions – serial TV, 2 episodi (2005)
- Joey – serie TV, episodi 2x12 e 2x13 (2005)
- I Soprano (The Sopranos) – serie TV, episodio 6x07 (2006)
- Las Vegas – serie TV, episodio 4x16 (2007)
- CSI: NY – serie TV, episodio 4x05 (2007)
- Così gira il mondo (As the World Turns) – serial TV, 100 episodi (2007-2008)
- Quando l'amore sboccia a Natale (Love's Christmas Journey), regia di David S. Cass Sr. – film TV (2011)
- NCIS - Unità anticrimine (NCIS: Naval Criminal Investigative Service) – serie TV, episodio 9x08 (2011)
- Ogni killer ha il suo segreto (Willed to Kill), regia di Philippe Gagnon – film TV (2012)
- Arrow – serie TV, 8 episodi (2013-2014)
- Orphan Black – serie TV, 26 episodi (2013-2015)
- Flowers in the Attic, regia di Deborah Chow – film TV (2014)
- Petals on the Wind, regia di Karen Moncrieff – film TV (2014)
- Matador – serie TV, episodio 1x01 (2014)
- Il romanzo di un amore (A Novel Romance), regia di Mark Griffiths – film TV (2015)
- Heroes Reborn – serie TV, 5 episodi (2015)
- Motive – serie TV, episodio 4x07 (2016)
- American Gothic – serie TV, 7 episodi (2016)
- Midnight, Texas – serie TV, 19 episodi (2017-2018)
- The Murders - serie TV, 8 episodi (2019)
- NCIS: Hawai'i – serie TV, episodio 2x19 (2023)
- The Spiderwick Chronicles - serie TV (2024-in corso)

### Web
- 24: Conspiracy – web serie, 23 episodi (2005)
- The Bay – web serie, 22 episodi (2010-2012)

## Doppiatori italiani
Nelle versioni in italiano delle opere in cui ha recitato, Dylan Bruce è stato doppiato da:
- Davide Albano in Midnight, Texas, The Murders, Tracker
- Marco Vivio in Orphan Black, L'estate dei segreti perduti
- Vladimiro Conti in CSI: NY (ep. 4x05)
- Maurizio Reti in CSI: NY (ep. 4x15)
- Roberto Gammino in Arrow
- Daniele Raffaeli in American Gothic
- Fabrizio Bucci in Magnum P.I.
- Dimitri Winter in NCIS: Hawai'i